# Heidi (anime)
Heidi (アルプスの少女ハイジ, Arupusu no Shōjo Haiji, lit. ‘Heidi, la nena dels Alps’) és una sèrie d'anime japonesa dirigida per Isao Takahata amb Hayao Miyazaki com a director artístic i estrenada el 6 de gener de 1974, inspirada en el llibre homònim de l'escriptora suïssa Johanna Spyri. La sèrie va ser produïda per la japonesa Zuiyo Eizo (més endavant convertida en Nippon Animation) i la cadena alemanya Zweites Deutsches Fernsehen (ZDF). Totes les cançons de la sèrie foren escrites per Eriko Kishida, compostes per Takeo Watanabe i arranjades per Yuji Matsuyama.
La sèrie, que consta de 52 episodis, es va estrenar a Espanya el 1975 i va ser emesa per Televisió Espanyola, assolint un gran èxit en els espais d'animació d'aquest país. Posteriorment, es va emetre en altres cadenes doblada en diferents varietats del català, tant a la televisió balear a IB3, en l'espai infantil Mira sa tele, a la televisió valenciana a Canal Nou o Nou 2, o a la televisió catalana betevé. Ha estat traduïda a més de vint idiomes.

## Argument
La Heidi, una nena de cinc anys i òrfena de pare i mare, és portada per la seva tia Dete a les muntanyes de Suïssa a viure amb el seu avi quan considera que ja ha complert el seu deure. Al principi, el "Vell dels Alps", com és conegut en el poble, no està gaire content per haver de cuidar la nena. No obstant això, la tendresa de la seva neta fa que de mica en mica vagi canviant de caràcter, no només amb ella, sinó amb la resta de la gent també. La Heidi ha descobert una vida meravellosa a la muntanya i no se'n vol anar, es fa amiga d'un pastoret anomenat Pere i junts passen agradables passeigs a les muntanyes amb les cabres. La Heidi aviat es guanya l'estima de tots, sobretot l'àvia de Pere, una velleta dèbil i cega.
Malauradament, s'emporten una gran decepció quan Dete torna un dia per emportar-se la Heidi, ja que assegura que ha trobat una feina molt bo a la ciutat de Frankfurt i allí la Heidi farà de companya a la filla del senyor Sesemann. A la ciutat, la Heidi descobreix que la Clara va en cadira de rodes. Té molt bon cor i de seguida es fan amigues. En aquesta nova casa la Heidi haurà d'aguantar a la senyoreta Rottenmeier, amb qui no tindrà mai bona relació. Quan finalment torna a viure amb el seu avi als Alps, la Heidi rebrà la visita de Clara i la seva àvia. A les muntanyes passarà un miracle que serà una gran alegria per a tothom: per salvar una cabreta la Clara s'aixeca de la cadira de rodes i camina tota sola.

## Personatges

### Principals
- Heidi (ハイジ, Haiji): La protagonista és una nena òrfena des de petita, que es veu obligada a viure amb el seu avi en una cabanya dels Alps. Allí és molt feliç, s'estima molt el seu avi, en Pere, Boira (el gos) i les cabretes. Un dia la seva tia Dete la va a buscar perquè se'n vagi a viure a Frankfurt per fer companyia a la Clara.
- L'avi (アルムおんじ, Arumu onji): És l'avi de la Heidi, conegut en el poble de Dorfli com el "Vell dels Alps". El seu nom és Hessen. Té fama de solitari i no relacionar-se amb ningú, però estima molt a la seva neta, la Heidi.
- Pere, el cabrer (ペーター, Pētā): És un pastoret que es dedica a portar les cabres dels habitants de Dorfli al camp. És el millor amic de la Heidi i viu amb la seva mare i la seva àvia.
- Clara Sesemann (クララ・ゼーゼマン, Kurara Zēzeman): La Clara és una nena invàlida que viu a Frankfurt. Es fa amiga de la Heidi quan se'n va a viure a casa seva. Està acostumada que sempre l'estiguin cuidant, però quan va a les muntanyes, aprèn a valer-se per si mateixa.

### Secundaris
- L'àvia de Pere: És una velleta cega, que viu amb la seva filla Brígida i el seu net Pere. Sol estar filant tot el dia i les visites de la Heidi l'alegren molt.
- La senyoreta Rottenmeier: És la institutriu de la Clara i qui se'n fa càrrec de la casa quan el senyor Sesemann no hi és. És molt estricta i contínuament renya la Heidi, anomenant-la "Adelaida" quan en fa alguna.
- Brígida: És la mare d'en Pere, vídua des que en Pere era molt petit. Cuida la seva mare i d'en Pere, que és qui treballa per portar diners a la casa.
- El senyor Sesemann: És el pare de la Clara. És un home molt ric i vidu, que estima molt la seva filla, però ha d'estar contínuament de viatge a causa del seu treball.
- Sebastià: És el majordom de la casa del senyor Sesemann. És un home molt tranquil i té molt bona relació amb les nenes, sobretot amb la Heidi. No suporta la senyoreta Rottenmeier.
- El doctor Klassen: És el metge que ha tractat la Clara d'ençà que era petita i amic del senyor Sesemann. Quan la Heidi es posa malalta, és ell qui decideix que ha de tornar a les muntanyes, i més endavant ell viatja als Alps per a comprovar si és un lloc adient perquè la Clara hi passi un temps.
- La Senyora Sesemann: És l'àvia de la Clara. És una senyora molt alegre, que durant els dies que va de visita a la casa, la Heidi se sent millor.
- Tia Dete: És germana de la difunta mare de la Heidi. Es va ocupar d'ella durant gran part de la seva infantesa, però quan li ofereixen un treball a Frankfurt l'ha de deixar amb el seu avi. Anys després torna per emportar-se-la a Frankfurt a casa de la Clara.
- Tinette: És la minyona a la casa del senyor Sesemann.
- Joan: És el cotxer a la casa del senyor Sesemann.

### Animals
- Boira (Joseph en la versió original): És el gos de l'avi i de la Heidi. És un Sant Bernat que té com a aficions preferides dormir, menjar (els caragols són el seu menjar preferit) i jugar amb la Heidi. A vegades ajuda en Pere i la Heidi a cuidar les cabres.
- Blanqueta i Diana: Són les cabres de l'avi de la Heidi. Poc després que la Heidi torni de Frankfurt, Blanqueta té una cabreta.
- Bonica: La cabreta de Blanqueta.
- Floquet de Neu: És la cabra de la Heidi preferida entre totes les que pastura en Pere. És la més petita i el seu amo està a punt de sacrificar-la perquè no dona llet i no creix. En Pere i la Heidi aconsegueixen solucionar el problema donant-li una herba aromàtica i finalment no la maten. Quan la Heidi torna de Frankfurt, la cabreta ja ha crescut i té una cabreta petita.
- Pitxí: És un ocellet que la Heidi troba ferit. Li fa companyia fins que es cura i emigra quan arriba la tardor.
- Floquet de Neu II: És la cabreta de la Floquet de Neu.
- El Gran Turc: Cabra mascle que pastura en Pere. Destaca per ser gran i de color gris.
- Cascavell: Una petita cabra amb un picarol en el collar. A més del collar destaca per ser blanca amb taques marrons.
- L'Aligot: Un gran aligot que vola entre els Alps i que atemoreix a tots. Sempre crida, simplement perquè és independent de tothom.
- El Senyor dels Cims: Una cabra salvatge que viu a les muntanyes dels Alps.
- Les Dormilegues: Unes marmotes dels Alps que s'amaguen entre les roques.
- Meu: Un gat que la Heidi i la Clara (amb l'ajut d'en Sebastià) amaguen a la casa dels Sesemann fins que la senyoreta Rottenmeier se n'adona.
- La cabra d'en Pere: És la cabra que té en Pere a casa seva. Destaca per tenir la part de davant negra i la part de darrere blanca.

## Producció

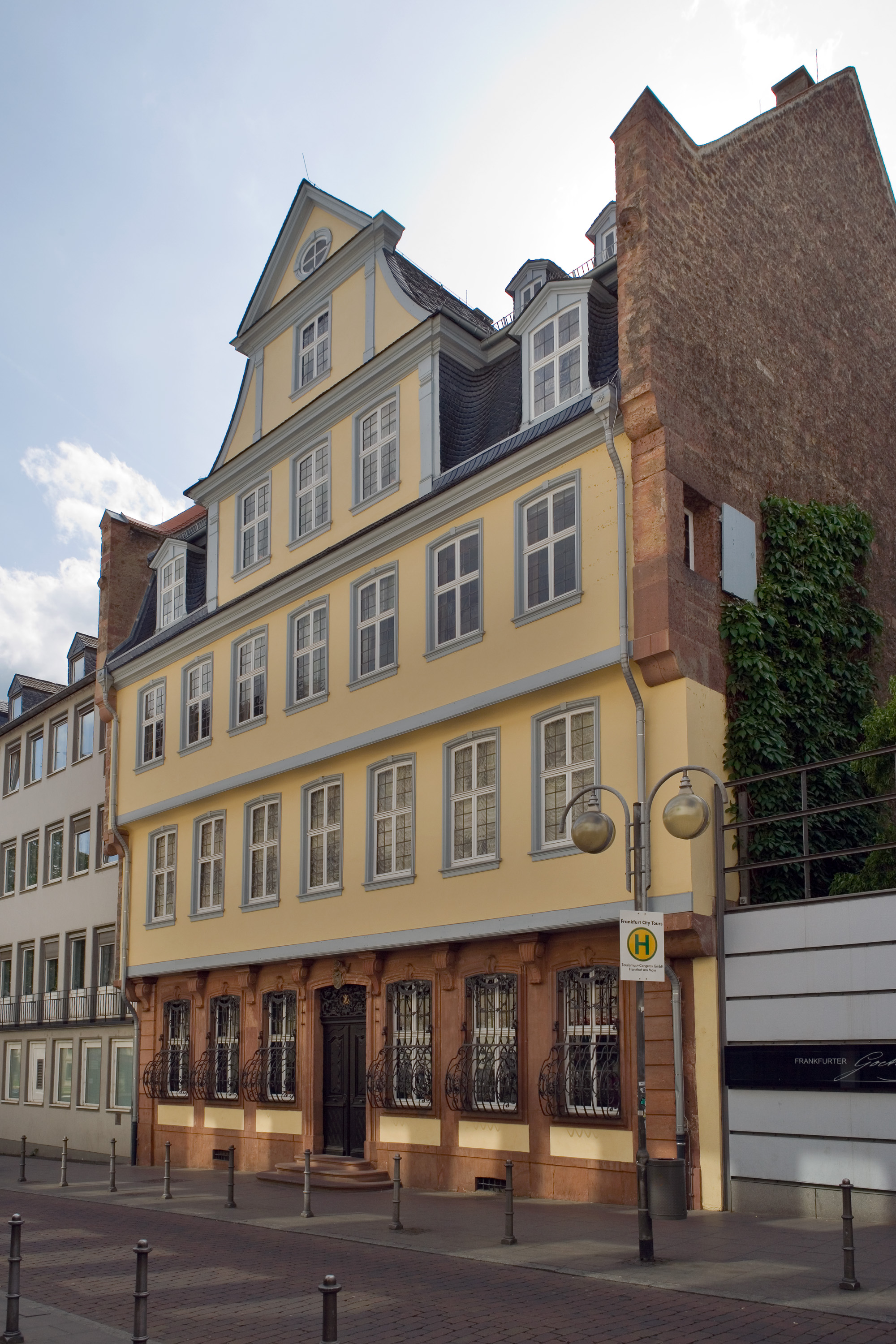
Casa de Goethe a Frankfurt, en què es basa la casa de la Clara.

El 1967, el futur fundador de Zuiyo, Shigeto Takahashi, gerent de TCJ en aquell moment, va produir un curtmetratge pilot de 5 minuts per a una sèrie basada en la novel·la de Johanna Spyri, però el projecte va ser arxivat fins que es va fundar el nou estudi. La sèrie finalment va entrar en producció el 1973, quan es va produir un nou pilot amb disseny de personatges de Yasuji Mori com a prova. Aquesta obra, però, no es va mostrar mai públicament i només en resten uns quants cel·luloides i arts conceptuals.
Per a representar de manera precisa l'escenari, Takahashi va demanar al personal que fes un viatge de recerca a Suïssa, perquè poguessin estudiar acuradament les ubicacions de la sèrie. L'estiu de 1973, Isao Takahata, Hayao Miyazaki i el nou dissenyador de personatges (i director d'animació), Yōichi Kotabe, van fer una visita de dos dies a Maienfeld i més tard també van viatjar a Frankfurt a Alemanya. Els resultats de la recerca van ser utilitzats de referència en el disseny dels escenaris i fons, i en el disseny dels personatges. El grup es va allotjar a la cabana Heidialp que va servir d'inspiració per a la cabana de l'avi. Abans del viatge a Suïssa, Kotabe havia dibuixat la Heidi amb dues cuetes, basades en el disseny anterior de Mori, però les va treure després que un bibliotecari suís li digués que una nena de 5 anys que viu a les muntanyes no podria fer-se'n una. Per al disseny de l'avi, Kotabe es va inspirar en una figura de fusta tallada en una botiga de records local, que va dibuixar ràpidament sense que el botiguer se n'adonés.
Posteriorment, es van afegir moltes aventures episòdiques noves a la sèrie per completar la història, especialment a la primera part. Un dels canvis més notables és en el personatge de Pere, que és representat menys antipàtic, quan a la novel·la original fins i tot trenca la cadira de rodes de la Clara per gelosia.

## Emissió
A Catalunya, la sèrie va arribar per primer cop a TVE l'any 1975 doblada en castellà, titulada simplement Heidi. La sèrie es va convertir en un dels animes més populars de tots els temps a Espanya i Catalunya, cosa que va fer que se'n produís marxandatge fet a Espanya, fins i tot una adaptació de còmic convertida en continuació de la sèrie, publicada quinzenalment per Ediciones Recreativas i que va tenir més d'un centenar de números en total entre 1975 i 1981. Tot i l'èxit de la sèrie a l'emissió 75-76, TVE no la va tornar a programar fins a l'any 1987. El 2007 es va emetre a l'estiu, més de 30 anys després de l'estrena original, i va aconseguir un 23% de share.
"Abuelito, dime tú" es va convertir en una de les cançons infantils més conegudes d'Espanya, fins i tot arribant a sortir a Tu cara me suena. La mateixa Heidi es va convertir en un dels papers més famosos de Sélica Torcal i Marisa Marco. El nom "Rottenmeier" es va convertir en sinònim de "bruixa estricta i inflexible" i, posteriorment, s'ha fet servir per descriure diverses polítiques al parlament espanyol i també a altres d'Espanya. S'ha utilitzat la dona com a mal tipus de solter "potencial" (ja que el seu nom "Fräulein" significa "dona soltera").
La sèrie no arribaria doblada al català fins al 23 de febrer de 2003, moment en què es va estrenar a Canal 9 en el l'espai infantil Babalà, en valencià, també es va reemetre en posteriors ocasions. El següent doblatge a arribar va ser el balear, estrenat el 6 de juny de 2006 a IB3, en el l'espai infantil Mira sa tele. Finalment, el 23 de desembre de 2024 es va estrenar en català central a betevé, de mans de la distribuïdora DeAPlaneta Entertainment.

## Rebuda
Heidi encara era popular al Japó als 2000: l'amor per la Heidi ha atret milers de turistes japonesos als Alps suïssos. Japan Post ha emès segells de la Heidi. La banda japonesa de rock heavy metal Animetal va fer una versió de la careta de la sèrie. Al documental sobre Studio Ghibli, Yume to kyōki no ōkoku ('El regne dels somnis i la bogeria'), Miyazaki diu que Heidi és l'«obra mestra de Takahata».